# DN2A
DN2A este un drum național care leagă orașele Urziceni și Constanța. Drumul pornește din DN2 în dreptul orașului Urziceni, îl traversează și continuă spre Slobozia. Dincolo de Slobozia, drumul traversează Dunărea pe la Hârșova, continuând spre Constanța și trecând pe lângă Aeroportul Internațional Mihail Kogălniceanu.